# Rudy (Silésie)
Pour les articles homonymes, voir Rudy.
Rudy (en allemand : Groß Rauden) est une localité polonaise de la gmina de Kuźnia Raciborska, située dans le powiat de Racibórz en voïvodie de Silésie.

## Géographie
Le village se trouve dans la région historique de Haute-Silésie, à 12 kilomètres à l'est de Kuźnia Raciborska, à 20 kilomètres au nord-est de Racibórz et à 40 kilomètres à l'ouest de Katowice.

## Histoire

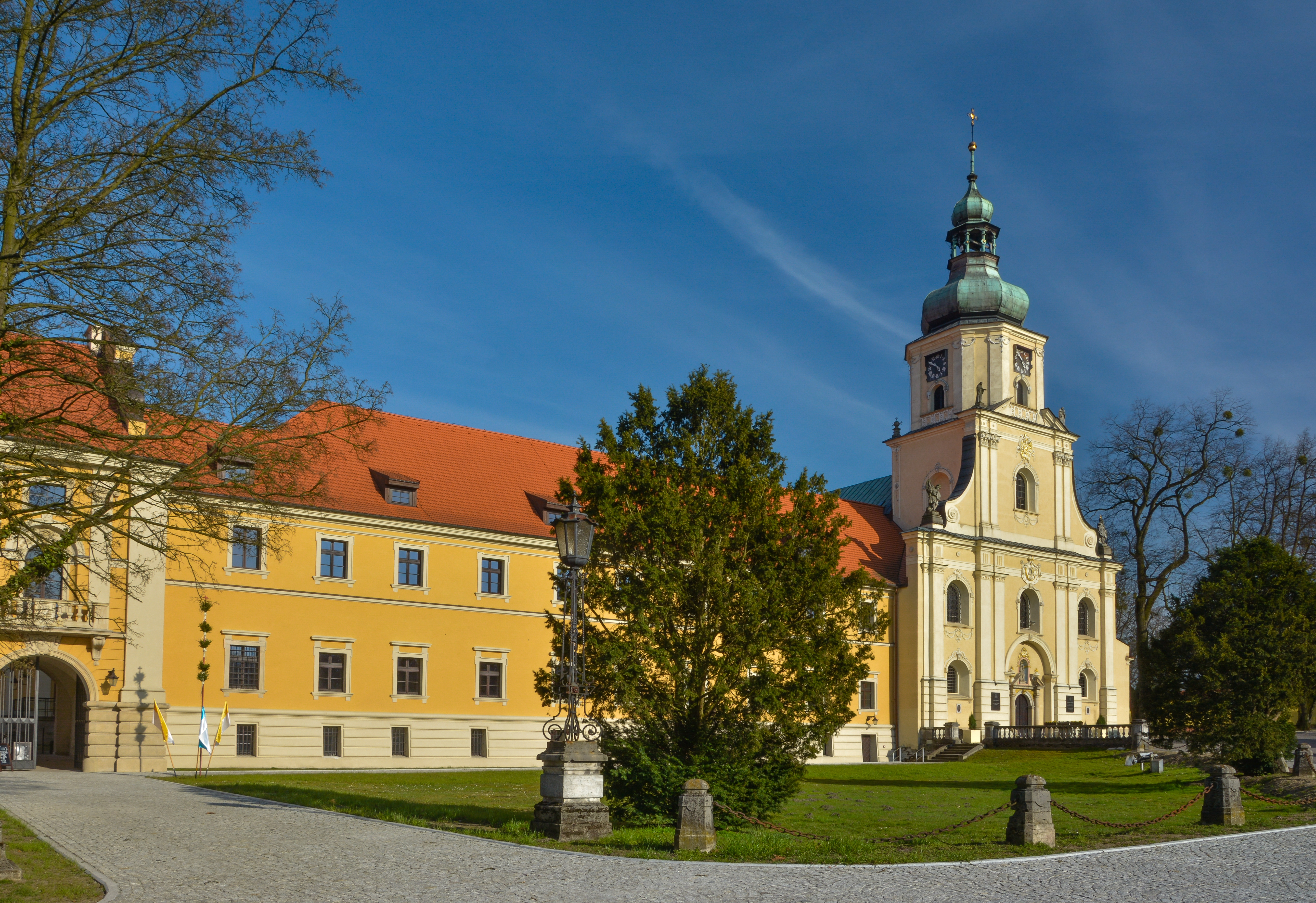
Abbatiale.

L'ancienne abbaye cistercienne de Rudy, une filiale de l'abbaye de Jędrzejów en Petite-Pologne, a été fondée le 21 octobre 1268 par Ladislas Ier, duc d'Opole et de Racibórz. À partir de là, la filiale de Jemielnica a été fondée en 1282. Stable et
prospère sur le plan économique, le monastère resista pendant des siècles toutes les attaques au cours des guerres des hussites, de la Réforme protestante et de la guerre de Trente Ans. Le complexe monastique de style baroque a été construit à partir des années 1670. 

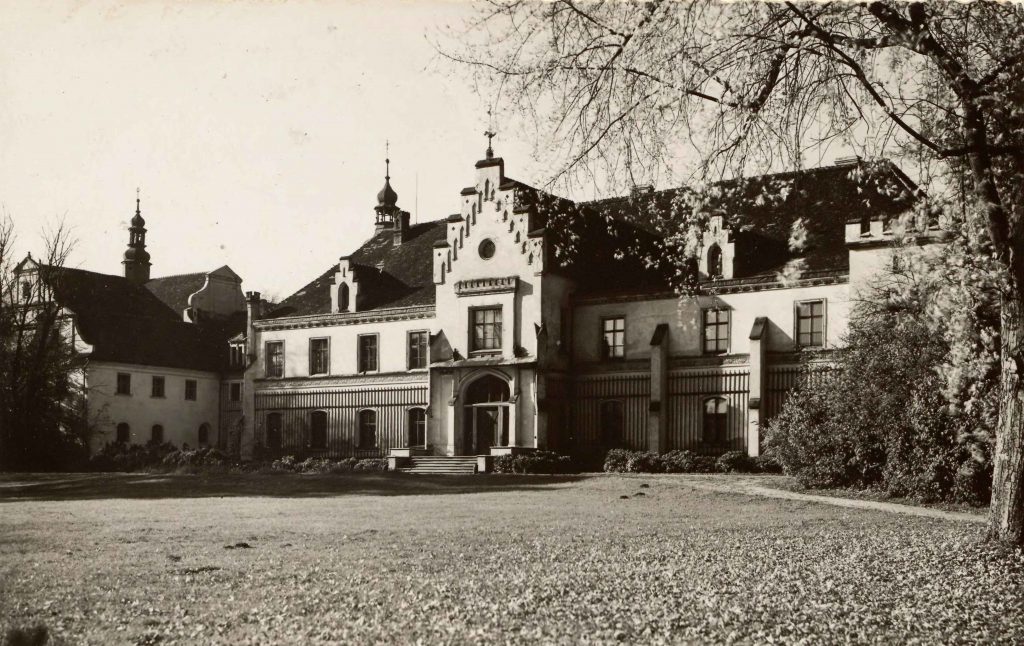
Résidence ducale, vers 1900.

Après les guerres de Silésie, le domaine fut incorporé dans l'arrondissement de Ratibor (de) dans la province de Silésie au sein du royaume de Prusse. Le monastère est sécularisé en 1810 et remis à Guillaume de Sayn-Wittgenstein-Hohenstein ; deux ans plus tard, le couvent est vendu à Guillaume IX de Hesse-Cassel. En 1820, il a été acquis par le landgrave Victor-Amédée de Hesse-Rheinfels-Rotenbourg, nommé « duc de Ratibor » par le roi Frédéric-Guillaume III, qui le convertit en résidence ducale où il accueillait des hôtes illustres, dont l'empereur Alexandre Ier de Russie. En 1834, son neveu Victor de Hohenlohe-Schillingsfürst, frère aîné du futur chancelier Clovis de Hohenlohe-Schillingsfürst, hérite de la propriété. Son fils Victor II est né ici en 1847. De nombreux invités célèbres sont venus à Rauden, comme les maréchaux Frédéric von Wrangel et Helmuth Karl Bernhard von Moltke, le grand-duc Frédéric-François II de Mecklembourg-Schwerin, le futur empereur Frédéric III et son épouse Victoria, ainsi que leur fils Guillaume II.
Gravement endommagé pendant la Seconde Guerre mondiale, le monastère a été restauré depuis les années 1990 pour devenir un musée et centre de conférences pour le diocèse de Gliwice.